# 大阪市立瓜破北小学校
大阪市立瓜破北小学校（おおさかしりつ うりわりきた しょうがっこう）は、大阪府大阪市平野区にある公立小学校。
地域の宅地化による児童の急増に伴い、1967年に大阪市立瓜破小学校の分校として開校し、その後1969年に独立校となった。開校直後児童数がさらに急増したため、1974年には大阪市立瓜破西小学校を分離している。

## 沿革
- 1967年 - 大阪市立瓜破小学校分校として建設。
- 1969年4月1日 - 大阪市立瓜破北小学校として独立開校。
- 1972年4月 - 分校を開設。
- 1974年 - 分校が大阪市立瓜破西小学校として独立開校。
- 1992年 - 文部省から、学校週5日制の研究校に指定される。
- 1994年 - 講堂兼体育館完成。
- 1995年 - プール完成。

## 通学区域
- 大阪市平野区 瓜破西1丁目、瓜破1丁目（10番を除く）、瓜破4丁目2番、瓜破6丁目6-10番。

卒業生は大阪市立瓜破西中学校に進学する。

## 交通
- 地下鉄谷町線 喜連瓜破駅 南へ約700m。